# Aérodrome de Saverne-Steinbourg
 (avril 2025).
L’Aérodrome de Saverne-Steinbourg (code OACI : LFQY) est un aérodrome, situé sur la commune de Steinbourg dans le Bas-Rhin (région Alsace, France).
Il est utilisé pour la pratique d’activités de loisirs (aviation légère).

## Installations
L’aérodrome dispose d'une piste en herbe (15/33) longue de 760 mètres et large de 60.